# PELO
PELO (англ. Pelota mRNA surveillance and ribosome rescue factor) – білок, який кодується однойменним геном, розташованим у людей на короткому плечі 5-ї хромосоми. Довжина поліпептидного ланцюга білка становить 385 амінокислот, а молекулярна маса — 43 359.
| 10         |  | 20         |  | 30         |  | 40         |  | 50         |
| ---------- |  | ---------- |  | ---------- |  | ---------- |  | ---------- |
| MKLVRKNIEK |  | DNAGQVTLVP |  | EEPEDMWHTY |  | NLVQVGDSLR |  | ASTIRKVQTE |
| SSTGSVGSNR |  | VRTTLTLCVE |  | AIDFDSQACQ |  | LRVKGTNIQE |  | NEYVKMGAYH |
| TIELEPNRQF |  | TLAKKQWDSV |  | VLERIEQACD |  | PAWSADVAAV |  | VMQEGLAHIC |
| LVTPSMTLTR |  | AKVEVNIPRK |  | RKGNCSQHDR |  | ALERFYEQVV |  | QAIQRHIHFD |
| VVKCILVASP |  | GFVREQFCDY |  | LFQQAVKTDN |  | KLLLENRSKF |  | LQVHASSGHK |
| YSLKEALCDP |  | TVASRLSDTK |  | AAGEVKALDD |  | FYKMLQHEPD |  | RAFYGLKQVE |
| KANEAMAIDT |  | LLISDELFRH |  | QDVATRSRYV |  | RLVDSVKENA |  | GTVRIFSSLH |
| VSGEQLSQLT |  | GVAAILRFPV |  | PELSDQEGDS |  | SSEED      |  |            |

A: Аланін

C: Цистеїн

D: Аспарагінова кислота

E: Глутамінова кислота

F: Фенілаланін

G: Гліцин

H: Гістидин

I: Ізолейцин

K: Лізин

L: Лейцин

M: Метіонін

N: Аспарагін

P: Пролін

Q: Глутамін

R: Аргінін

S: Серин

T: Треонін

V: Валін

W: Триптофан

Кодований геном білок за функціями належить до гідролаз, нуклеаз, ендонуклеаз, фосфопротеїнів. 
Задіяний у таких біологічних процесах, як клітинний цикл, поділ клітини, поліморфізм. 
Білок має сайт для зв'язування з іонами металів. 
Локалізований у цитоплазмі, ядрі.